# زمان آرماگدون
زمان آرماگدون (انگلیسی: Armageddon Time) فیلم آمریکایی در ژانر درام بلوغ به نویسندگی و کارگردانی جیمز گری است که در ۲۰۲۲ منتشر شد. ان هتوی، جرمی استرانگ، بنکس رپتا، جیلین وب و آنتونی هاپکینز بازیگران آن هستند. این داستان با الهام از تجربیات کودکی گری، پسر جوان یهودی آمریکایی را دنبال می‌کند که با یک همکلاسی آفریقایی-آمریکایی دوست می‌شود و شروع به مبارزه با انتظارات خانواده‌اش می‌کند و در دنیایی پر از امتیاز، نابرابری و تبعیض بزرگ می‌شود. این فیلم توسط داریوش خنجی در ایالت نیوجرسی فیلم‌برداری شده‌است.
این فیلم برای رقابت دریافت نخل طلای جشنواره فیلم کن ۲۰۲۲ انتخاب شد و در ۲۸ اکتبر توسط فوکس فیچرز در ایالات متحده به‌صورت محدود اکران شود. این فیلم عموماً نقدهای مثبتی از منتقدان دریافت کرد، اما در گیشه شکست خورد و بیش از ۶٫۵ میلیون دلار در مقابل بودجه ۱۵ میلیون دلاری فروخت.

## بازیگران
- ان هتوی
- آنتونی هاپکینز
- جرمی استرانگ
- مایکل بنکس ریپتا
- جیلین وب
- راین سل
- دین وست
- اندرو پولک
- دومنیک لامباردوتزی
- توا فلدشو